# Хронология позднего палеолита
Хронология позднего палеолита включает обзор сведений об археологических культурах, важнейших памятниках и антропологических находках для периода от возникновения позднего палеолита до возникновения мезолита (примерно 50—14 тысяч лет назад).
Указание «тысяч лет назад» (то есть назад от 1950 года) обычно опускается, в то время как указание «до нашей эры» специально отмечается.
NB. Большая часть археологических дат указана как в так называемой «радиоуглеродной» датировке, так и согласно калибровочной шкале, обнародованной в 2009 году (IntCal09). При этом в археологической литературе обычно изложение ведётся в неточных «радиоуглеродных» датах.

## 49—46-е тысячелетия до н. э.
50950—46950 «лет назад», или ранее 44200 радиоуглеродных лет назад.
- Около 50,6 тысяч лет назад по калиброванной хронологии, или середина 49-го тысячелетия до н. э. (47 тысяч лет назад по радиоуглероду) — Начало позднего палеолита (Mode 4) на Ближнем Востоке (Ксар Акил в Ливане)[3][4].
  - Ранее для этого периода выделялись: антельская культура[англ.] в Ксар Акил, Ябруд III и Мугарет эл-Вад, теперь её ранняя фаза рассматривается как развитие мустье, а поздняя как левантийский ориньяк[5]; а также атлитская культура (англ. Athlitian) в Мугарет эл-Вад (гора Кармел), теперь её материалы причисляют к ахмарской, левантийскому ориньяку и ранней кебарской[6].
  - 50,6—41,2 (без калибровки 47—36) — Эмирийская культура на Ближнем Востоке[7]. Термин сейчас редко используется, говорят о позднем палеолите Леванта[8].
- 50,6—40,3 (без калибровки 47—35) — Эмирийская стоянка Бокер-Тахтит (Центральный Негев, Израиль)[9].
- 49,6—41,2 (без калибровки 46—36) — Заключительный период Культуры санго в Африке (Танзания, Кения, Уганда, Замбия, название по заливу Санго в Уганде)[10].
- Более 48,4 (без калибровки: более 45) — Находки в пещере Дар-эс-Солтан (Марокко), атерийская индустрия и останки гоминидов[11].
- Более 48,4—44,1 (без калибровки: более 45—40) — Пещера Страшная, мустье Сибири[12].
- 48,4 (без калибровки 45) — Находка человека Шанидар I[13].
- Не позже 48,4 (без калибровки: не позднее 45) — Бачокирская индустрия позднего палеолита (Болгария, пещеры Бачо Киро 11 и Темната IV)[14].

## 45—41-е тысячелетия до н. э.
46950—41950 «лет назад», или 44200—37100 радиоуглеродных лет назад.
- 47/45—38 — Период вюрм I—II (традиционная датировка)[15].
- 46,88—43,21 (без калибровки 41,41) — Бедренная кость из Усть-Ишима (Омская область)[16].
- 46,7 (без калибровки 44) — Четвёртый слой стоянки Молодова I. Овальное кольцо из костей мамонта, лопатка с графической композицией[17].
- 46—44 — Интерстадиал Мёрсхофд[18].
- Не позже 46 (без калибровки: не позже 43) — Появление Богуницкой индустрии[нем.] (богунисьена) (Брно-Богунице, Странске скале[чеш.])[19].
- 46,0 (без калибровки 43) — Позднепалеолитическое местонахождение Кара-Бом (юг Западной Сибири)[20].
- 46,0 (без калибровки 43) — Находка раковин в Турции[21].
- 45,4—34,7 (без калибровки 42—30) — раннеахмарская индустрия на Ближнем Востоке[22].
- 45,4—42,5 (без калибровки 42—38) — Вероятное проникновение сапиенсов в Европу[23].
- 45,4 (без калибровки 42) — Возникновение селетской культуры (Центр. Европа)[24].
- 45,4 (без калибровки 42) — Стоянка мустье Аспрохалико (Греция)[25].
- 45,4—37,5 (без калибровки 42—33) — Находки в пещере Окладникова на Алтае (останки неандертальцев)[26].
- 45,03 (без калибровки 41,5) — Череп сапиенса из пещеры Ниа на острове Калимантан (Саравак, Малайзия)[27].
- 45,03 (без калибровки 41,5) — Находки орудий у озера Нодзири (Хонсю), сейчас считаются древнейшими в Японии[28].
- Около 65—45 — Находки в Вади-Куббанийя (позднее мустье, Египет)[29].
- 45—43 — Частичное похолодание Сибири[30].
- 45—40 — Вероятное возвращение некоторых популяций (U6 и M1) из Юго-Западной Азии в Северную Африку. Возможно, с ними связана культура дабба[31].
- 45—40 — Находка трёх неандертальцев в Чагырской пещере (Алтайский край)[32].
- Более 44,7 (без калибровки более 41) — Находки в Мехтакери — самый ранний позднепалеолитический памятник Индии[33]. При этом для позднего палеолита Южной Азии не известно ни одной находки человеческих останков[34].
- Около 44,7 (без калибровки около 41) — Находки в Денисовой пещере (Денисовский человек)[35].
- Около 48,4—44,1 (без калибровки около 45—40) — Неандертальская пещера Чокурча (Крым).
- Около 44,1 (без калибровки около 40) — Человек современного типа из Староселья (Крым)[36].
- Около 44,1 (без калибровки около 40) — Пещера Энкапуне-Я-Муто в Юго-Западной Кении, индустрии Насамполай и Сакутиек, находки ожерелий из скорлупы яиц[37].
- Около 44,1 (без калибровки около 40) — Возникновение табонской индустрии на Филиппинах (Табон и Пайландук на о. Палаван)[38].
- 44,1 (без калибровки 40) — Находки в пещере Нгаррабуллган и в убежище GRE8 (оба — Квинсленд, Австралия)[39].
- 44,1 (без калибровки 40) — Каменные топоры на Новой Гвинее[40].
- 44,1 (?) — Нижний слой грота Саийок (провинция Канчанабури, Таиланд)[41].
- 44,1—34,7 (без калибровки 40—30) — Индустрия линкомбьен-ранис-ежмановице[пол.] (англ. Jerzmanowician-Ranisian-Lincombian область тянется от Уэльса до Польши)[42].
- 44,1—34,7 (без калибровки 40—30) — Фаза I китайского позднего палеолита (Салавусу, Хиачуан, Фуйхэ, Шарасу)[43].
- 44 — Грот Оби-Рахмат в Западном Тянь-Шане (Узбекистан), мустье[44].
- 43,6 (без калибровки 39,5) — Пещера Буанг Мерабак — первые находки на Новой Ирландии[45].
- 43,6 (без калибровки 39,5) — Поселение в районе Перта (Австралия)[46].
- 43—33 — Малохетское потепление (оптимум) Сибири[47].
- 43—39 — Средневисконсинское потепление в Северной Америке[48]. Возможность колонизации Америки[49].
- 42 — Палеомагнитный экскурс Лашамп[50].
- Около 45,4—43,2 (без калибровки около 42—39) — Человек современного типа: из Тяньюаня (тот же, что человек из Люцзяна, по англовики)[51].
- Около 44,1—43,2 (без калибровки около 40—39) — Культура Кульпхо II (Корея)[52].
- 43,2 (без калибровки 39) — Флейта из кости лебедя (пещера Гейссенклёстерле, Германия)[53].
- Между 43,2—35,2 (без калибровки 39—31) — Позднепалеолитические памятники Забайкалья[54].
  - (примерно) Поселение Варварина Гора
- 42,5 (без калибровки 38) — Останки неандертальцев из Виндии (Хорватия), использованные для извлечения ДНК[55].
- 42,5 (без калибровки 38) — Останки современного человека из Цзыяна (англ. Ziyang, Южный Китай)[56].
- 42,5—26,3 (без калибровки 38—22) — Барадостская культура. К ней причисляют слой Шанидар C[57].
- 42,5—32,0 (без калибровки 38—28) — Ориньякская культура[58].
- 42,5—36,6 (без калибровки 38—32 тыс.) — Культура листовидных наконечников[пол.] северных регионов (Германия, Южная Англия, Польша, Беларусь)[59].
- 42,5—17,0 (без калибровки 38—14 тыс.) — Даббская культура (Dabban, Киренаика)[60].
- 42,5—29,7 (без калибровки 38—25) — Средний этап позднего палеолита Русской равнины[61].
  - 42,5—32,0 (без калибровки 38—28) — Стрелецкая культура[62].
    - 42,5 (без калибровки 38) — Стоянка Костёнки 17[63].

  - (примерно) Брынзенская культура[пол.] (Поднестровье).
  - (примерно) Липская культура (Волыно-Подольская возвышенность).
  - (примерно) Пушкаревская культура (Поднепровье).

## 40—36-е тысячелетия до н. э.
41950—36950 «лет назад», или 37100—32650 радиоуглеродных лет назад.
- 41,9—31,3 (без калибровки 37—27) — Находки в Ланг-Ронгрьен (англ. Lang Rongrien) в Таиланде, дохоабиньская индустрия[64].
- 41,9 (без калибровки 37) — Абрик-Романи[фр.] (Испания, ранний ориньяк)[65].
- 41,2—17,0 (без калибровки 36—14) — Поздние памятники культуры лупембе в Центральной и Западной Африке (Ангола, Конго, Заир)[66].
- 41,2—36,6 (без калибровки 36—32) — Спицынская (Костёнковско-спицынская) культура[67].
- 41,2 (без калибровки 36) — Черепная кость из Ханёферзанда (близ Гамбурга), которую пытались толковать как принадлежавшую гибриду неандертальца и современного человека[68].
- 41,2 (без калибровки 36) — Находки в Кадди-Спрингс (англ. Cuddie Springs, Новый Южный Уэльс, Австралия)[69].
- 40,8 (без калибровки 35,5) — Стоянка Йомбон (англ. Yombon, Новая Британия)[70].
- Ранее 44,1 — около 40,3 (без калибровки ранее 40 — около 35) — Находки в холмах Цодило (англ. Tsodilo, северо-западная Ботсвана), следы рыболовства из Уайт-Пейнтингс (англ. White Paintings Shelter)[71].
- Около 44,1—40,3 (без калибровки около 40—35) — Венера из Холе-Фельс (Германия) — самая ранняя из венер ориньякской культуры.
- Нет бесспорных доказательств присутствия в Европе людей современного типа ранее 40,3 тыс. лет назад[72].
- 43—39 (без калибровки 35—32) — Шательперонская культура (ранняя Перигорская культура, или перигордьен). Южная Франция, Северная Испания, включали также Италию[73].
- 40,3—36,6 (без калибровки 35—32) (?) — Появление позднего палеолита на Кавказе[74].
- 40,3—18,5 (без калибровки 35—15) (?) — Толбагинская культура Забайкалья[75].
- Около 40,3 (без калибровки 35) — Начало позднего палеолита Японии (делится на северную и южную зоны)[76].
- Около 40,3 (без калибровки около 35) — Следы использования огня для расчистки зарослей из Сандиналлаха (холмы Нилгири, Южная Индия)[77].
- Около 40,3 (без калибровки около 35) — Находки в Пуритйарра (англ. Puritjarra, Центральная Австралия)[78].
- Около 40,3 (без калибровки около 35) — Стоянка Салаусу (Ордос)[79].
- Около 40,3 (без калибровки около 35) — Стоянка Уоррин (южная Тасмания) — первая известная на острове[80].
- Около 40 и ранее — Местонахождение Ле Мустье[англ.] (Дордонь, Франция)[81].
- Около 40 — Погребение мужчины из Назлет-Хатер IV (Египет)[82].
- 38,8 (без калибровки 34) — Находки в Сен-Сезер (Франция), останки неандертальцев[83].
- Около 38,8 (без калибровки около 34) — Кость сапиенса из пещеры Велика-Печина (Хорватия, ориньяк)[84].
- 38,8 (без калибровки 34) — Появление культуры улуццо[фр.] (памятники в Италии, а также[85] пещера Клисура I в Греции)[86]. См. также pl:Kultura ulucka.
- 38,8—32,0 (без калибровки 34—28) — Останки и рисунки в пещере Пальиччи (Италия).
- Между 38,8—23,9 (без калибровки между 34—20) — Стоянка Абри-Пато[фр.] в Дордони[87].
- 38,5 (без калибровки 33,3) — Малояломанская пещера (Сибирь)[88].
- 38—36 — Интерстадиал хенгело в Центральной и Западной Европе[89].
- 37,5—13,8 (без калибровки 33—12) — Культура шонви[вьет.] во Вьетнаме (её ранняя фаза — культура нгуом[вьет.])[90].
- 37,5 (без калибровки) — Пещера Фа Сяня[англ.] (Шри-Ланка)[91].
- Около 37,5—36,6 (без калибровки около 33—32) — Кости неандертальцев слоя G1 Винчи (Италия)[92].
- 37—18 — Индустрия насера в Восточной Африке[93].

## 35—31-е тысячелетия до н. э.
36950—31950 «лет назад», или 32650—27930 радиоуглеродных лет назад.
- 36,6—26,3 (без калибровки 32—22) — Виллендорф-костёнковская культура[94]. См. Костёнковские Венеры.
- 36,6—34,7 (без калибровки 32—30) — Костёнковско-стрелецкая культура.
- Около 36,6 (без калибровки около 32) — Находки на острове Новая Ирландия (стоянка Матенкупкум)[95].
- 36,6 (без калибровки 32) — Находки в Манду-Манду (Австралия)[96].
- 36,6 (без калибровки 32) — Скульптура человекольва из Холенштейна (Германия).
- 36,6 (без калибровки 32) — Стоянка Фогельхерд[нем.] (ориньяк, Германия), изображения лошади[97].
- Между 36,6—34,7 (без калибровки между 32—30) — Живопись в пещере Шове (Франция)[98].
- 36,6 (без калибровки 32) — Останки людей из Ямаситы[англ.] (Окинава)[99].
- 36,6 (без калибровки 32) (?) — Позднеашельские местонахождения в Египте[100].
- 36,6 (без калибровки 32) — Находки в пещере Учагизли (англ. Uçagizli, Турция), первая половина позднего палеолита[101].
- Около 36,6—29,7 (без калибровки около 32—25) — Культура Кара-Камар (Афганистан)[102].
- 36,3 — Арси-сюр-Кюр[фр.] (Грот-дю-Ренн): останки неандертальцев и шательперонские орнаменты[103].
- 36—30 — Период вюрм II. Холодный стадиал[104].
- Не более 35,2 (без калибровки не более 31) — Тампанская индустрия, находки в Кота-Тампан в Северной Малайе (теперь штат Перак в Малайзии)[105].
- Около 35,2—23,9 (без калибровки около 31—20) — Находки в Леанг-Бурунг II (Южный Сулавеси)[106].
- 35,2 (без калибровки 31) — Останки неандертальцев в Фигуэйра-Брава (Португалия)[107].
- 35,2—13,3 (без калибровки 31—11,5) (?) — Макаровская культура Сибири[108].
- 35,2 (без калибровки 31) — Стоянка Усть-Каракол (Сибирь)[109].
- 35,0 (без калибровки 30,5) — Черепная крышка из пещеры Табон (о. Палаван) — древнейшие останки на Филиппинах[110].
- 34,9—20,2 (без калибровки 30,4—17) — Стоянка Солютре (Восточная Франция)[111].
- Около 44,1—34,7 (без калибровки около 40—30) — Находки орудий и останков в пещере Младеч (Чехия, ориньяк)[112].
- Около 44,1—34,7 (без калибровки около 40—30) — Нижний слой поселения Осиновка около Уссурийска, выделяют осиновскую культуру позднего палеолита[113].
- Около 40,3—34,7 (без калибровки около 35—30) — Нижний (IV) горизонт стоянки Шугноу в Южном Таджикистане, мустье[114].
- Около 37,5—34,7 (без калибровки около 33—30) — Останки неандертальцев в Зафаррайя (Южная Испания)[115].
- 36,3—34,7 (без калибровки 31,5—30) — Пещера Исталёскё (англ. Istállöskö) в Северо-Восточной Венгрии[116].
- Около 34,7 (без калибровки около 30) — Стоянка Маркина гора (Костёнки XIV). Погребение современного человека, найдены останки[117] близкие негроидам[118].
- 34,7—18,5/18,1 (без калибровки 30—15) — Фаза II китайского позднего палеолита (подфазы А: Шуйдунгоу, B: Чжиюй; С: Шайси, частично Сячуань)[119].
- 34,7 (без калибровки 30) — Останки из Пинца-Абу[англ.] (о. Мияко, Япония).
- 34,7 (без калибровки 30) — Череп из Фиш-Хока (Африка)[120].
- Около 34,7 (без калибровки около 30) — В Крыму исчезает средний палеолит, проникает ориньяк[121].
- Около 34,7 (без калибровки около 30) — Стоянка Кро-Маньон (Дордонь) людей современного типа (ориньяк), по ней введён термин кроманьонцы[122].
- Около 34,7 (без калибровки около 30) — Пещерная стоянка Абри-Бланшар (ориньяк, Франция), находки орнамента на кости в виде змеи, интерпретируемого А. Маршаком как лунный календарь[123].
- Около 34,7 (без калибровки около 30) — Венера Гальгенбергская (ориньяк, Австрия).
- Около 34,7 (без калибровки около 30) — Изображение лица на холмах Клеланд (Центральная Австралия)[124].
- Начиная с 34,7 (без калибровки: начиная с 30) — Находки в Шум Лака[англ.], Камерун), микролиты[125].
- После 34,7 (без калибровки: после 30) (?) — Тельманская культура (между Стрелецкой и Городцовской, на Дону, выделена по стоянке Костёнки VIII).
- 34,7—32,0 (без калибровки 30—28) — «Раннехоабиньские» артефакты в Таиланде[126].
- 34,5—34 — Находка в пещере Логово гиены (Алтайский край) зуба (премоляра) человека[127].
- 33,5 (без калибровки 29) — Находка неандертальца в Мезмайской пещере (Северный Кавказ), фрагменты его ДНК использовались при расшифровке генома[128].
- 33,5 (без калибровки 29) — «Красная дама из Пэйвиленда» (Уэльс)[129].
- 33,5 (без калибровки 29) — Стоянка Шиюй (англ. Shiyu, Шаньси)[130].
- 33,5 (без калибровки 29) — Находки в Килу на острове Бука[131].
- 33,5—28,7 (без калибровки 29—24) — Стоянка Шуйдунгоу (Ордос), техника леваллуа[132].
- 33,5—27,9 (без калибровки 29—23) — Молодовская (среднеднестровская) культура[133].
- 33—30 — Коношельское похолодание Сибири[30].
- 32,0 (без калибровки 28) — пещера Батадомба-Лена[англ.] на Шри-Ланке. См. Человек из Балангоды[134].
- 32,0 (без калибровки 28) — Древнейшие находки на Соломоновых островах[135].
- 32,0—23,9 (без калибровки 28—20) — Граветтская культура (поздняя перигорская). Только граветт в Италии и Греции, в других регионах сосуществует с ориньяком. Три зоны: западная, итальянская и восточная[136].
- 32,0—30,8 (без калибровки 28—26) — Городцовская культура (или костёнковско-городцовская)[137].
- Около 32,0 (без калибровки около 28) — Находки ориньяка в Караине (Турция)[138].
- 32,0 (без калибровки 28) — Неандертальцы в пещере Горхэм (Гибралтар)[139].
- 32,0 (без калибровки 28) — Исчезают неандертальцы[140].
- Между 32,0—23,9 (без калибровки между 28—20) — Пещера Гаргас[фр.] в Пиренеях (Франция), многочисленные отпечатки рук, период граветт[141].
- Между 32,0—17,0 (без калибровки между 28—14) — Пещера Парпалло (Испания)[142].
- Между 32,0—13,8 (без калибровки между 28—12) — Пещеры Гримальди (Италия)[143].

## 30—26-е тысячелетия до н. э.
31950—26950 «лет назад», или 27930—22460 радиоуглеродных лет назад.
- Около 32,0—31,3 (без калибровки около 28—27) — Стоянки мустьерского облика на северо-западе Африки[144].
- 31,3 (без калибровки 27) — Стоянка Дольни-Вестонице на Павловских холмах (Моравия). Фигурки из обожжённой глины[145].
  - Около 35,2—31,3 (без калибровки около 31—27) — Вестоницкая Венера.
- 31,3 (без калибровки 27) — Находки в Лианг-Лембуду (острова Ару)[146].
- 31,3—13,8 (без калибровки 27—12) — Находки в пещере Кента в Южной Англии[147].
- Около 30,8 (без калибровки около 26) — Стоянка Пршедмости (Моравия)[148].
- 30,8 (без калибровки 26) — Скальное укрытие Аполло II (Намибия), силуэты животных на каменных пластинах[149].
- 30,8 (без калибровки 26) — Стоянка Косипе на Новой Гвинее[150].
- 30—23 — Период вюрм II—III (малое межледниковье)[151].
  - 30—22 — Липовско-новосёловское потепление Сибири[152].
  - 30—25 — Интерстадиал Денекамп[153].
- 29,7—21,5 (без калибровки 25—18) — Средний этап позднего палеолита Русской равнины («раннеосташковское время»)[154].
  - 29,7—23,9 (без калибровки 25—20) — Костенковско-авдеевская культура (район Дона) области восточного граветта[155].
  - 29,7—19,3 (без калибровки 25—16) — Мезинская культура (Украина)[156]. См. также Мезинская палеолитическая стоянка
  - (примерно) — Межиричско-добраническая культура.
  - (примерно) — Каменнобалковская культура (юго-восточная область и Крым).
  - Около 29,7 (около 25) — Стоянки Сунгирь (близ Владимира) и Бызовая (на реке Печора, 64 параллель)[157].
- 29,7—21,5 (без калибровки 25—18) — Средняя стадия позднего палеолита Сибири[158].
  - 29,7—21,5 (без калибровки 25—18) — Шестаково — наиболее изученная стоянка в Западной Сибири[159].
- 29,7 (без калибровки 25) — Стоянки Павлов I и II (Моравия). Ранее выделялась Павловская культура[пол.][160], которая рассматривается как вариант восточного граветта[161].
- 29,7—27,9 (без калибровки 25—23) — Распространение граветтских венер[162].
  - Около 29,7 (без калибровки около 25) — Венера Брассампуйская (Франция, граветт).
  - Около 29,7 (без калибровки около 25) — Венера Лоссельская (Франция, граветт).
  - Около 29,7 (без калибровки около 25) — Венера Петрковичская (Чехия, граветт).
  - Около 30,8—28,7 (без калибровки около 26—24) — Венера Виллендорфская (Австрия).
  - Около 30,8—28,7 (без калибровки около 26—24) — Венера Леспугская (граветт, Пиренеи в Южной Франции).
- 29,7—25,0 (без калибровки 25—21) — Шувихатская (англ. Shuwikhatian) индустрия в Верхнем Египте[163].
- 29,7 (без калибровки 25—13) — Чангуланский комплекс (Зимбабве)[164].
- 29,7 (без калибровки 25) — Люди современного типа в Северо-Западном Китае[165].
- Около 29,7 (без калибровки около 25) — Находки микролитов в Джвалапураме (округ Курнол, англ. Kurnool, западный Андхра-Прадеш, Индия). Выделяют культуру Курнол[166].
- 29,7 (без калибровки 25) — Находки в пещере Куналда (англ. Koonalda, равнина Нуллабор, Южная Австралия)[167].
- 29,7—28,7 (без калибровки 25—24) — Стоянка Дунфан (англ. Dongfang, место современного Пекина)[168].
- 29,4 (без калибровки 24,5) — Погребение ребёнка из Лапедо[англ.] (Лагар-Вельо 1, Португалия) с возможными чертами неандертальца[169].
- 29 — «Событие Хейнриха III»[170].
- Между 28,7—13,8 (без калибровки между 24—12) — Петроглифы в долине Коа (Португалия).
- 28,7—19,3 (без калибровки 24—16) — Стоянка Сячуань (англ. Xiachuan, Шаньси), технология микролезвий[171].
- 28,7—24,4 (без калибровки 24—20,5) — Находки в Май Да Дьеу (англ. Mái Dá Dieu, Вьетнам)[172].
- 28,7 (без калибровки 24) — Части черепа из стоянки Ивадо (Кюсю)[173].
- 28,5—27 — Янская стоянка в Якутии.
- Около 28 — Извержение вулкана Айра-Тандзава (англ. Aira-Tanzawa) на Кюсю. Начало фазы II позднего палеолита Японии (до 20 тыс.)[174].
- 28 — Начало последнего этапа вислинского оледенения[175].
- 28—27 — Палеомагнитный экскурс Лейк-Моно[176].
- Около 27,9 (без калибровки около 23) — Находки в Нандипалле (бассейн Сагилеру, Индия) — самый поздний из памятников среднего палеолита Индии[177].
- Около 27,9 (без калибровки около 23) — Находки в Май Да Нгуом (англ. Mái Dá Nguóm, Вьетнам)[178].
- 27,9—18,5 (без калибровки 23—15) — Мальтинско-буретинская культура[англ.]. Стоянка Буреть[179]. См. также Венера Мальтинская.
- 27,75 (без калибровки 22,8) — Венера Мораванская (Словакия).
- 27,74 — Лобная кость в местонахождении Покровка II (Малый Лог II) на берегу Красноярского водохранилища[180].
- 27,7 (без калибровки 22,75) — Находки в пещере Кейв-Бей (Тасмания)[181].

## 25—21-е тысячелетия до н. э.
26950—21950 «лет назад», или 22460—18310 радиоуглеродных лет назад.
- 25—14 — Существование Берингийской суши[182].
- 24—10 — Осташковское (поздневалдайское) оледенение[183].
- 24 — Тасмания соединилась с материком[184].
- 27,9—26,3 (без калибровки 23—22) — Ранний этап Зарайской стоянки в Подмосковье.
- 26,3—20,2 (без калибровки 22—17) — Солютрейская культура (Северная Испания и Южная Франция)[185].
- 26,3—23,4 (без калибровки 22—19,5) — Стоянка Верхняя Ложери[фр.], берег реки Везер (Дордонь, Франция)[186]. На одном из её слоёв выделена индустрия протомадлен, также называемая перигор VII (22—21 тыс.)[187], а на следующем — индустрия протосолютре[188].
- 26,3—11,4 (без калибровки 22—10) — Рисунки в пещере Пеш-Мерль (Пиренеи, Франция, граветт)[189].
- (?) 26,3—23,9 (без калибровки 22—20) — Хормусийская (англ. Khormusan) культура Нубии и Верхнего Египта[190].
- (?) 26,3—20,2 (без калибровки 22—17) — Индустрия лемута в Восточной Африке[191].
- 25,8—19,9 (без калибровки 21,5—16,7) — Находки в пещере Леопардовой горы в Замбии[192].
- 25,0—23,4 (без калибровки 21—19,5) — Культура фахури в Верхнем Египте[193].
- Около 25,0—20,2 (без калибровки около 21—17) — Находки в Австралии (гроты из Маланганер, Арнхемленд)[194].
- 24—15 — Стадиал Боттелнек в Южной Африке, очень холодный климат[195].
- Около 24 — Максимума достигает ледниковое озеро, образованное реками Обь и Енисей[196].
- Около 29,7—23,9 (без калибровки около 25—20) — Ранние слои пещеры Франхти на Пелопоннесе[197].
- Около 29,7—23,9 (без калибровки около 25—20) — Находки из Ишанго (берег оз. Эдуарда, ныне оз. Рутанзиге, ДР Конго). Кости с насечками[198].
- Около 26,3—23,9 (без калибровки около 22—20) — Заселение островов Адмиралтейства[199].
- 23,9 (без калибровки 20) — Переход к эпипалеолиту на Ближнем Востоке[200].
- 23,9—13,8 (без калибровки 20—12) — Кебарская культура (Палестина)[201].
- 23,9—13,8 (без калибровки 20—12) (?) — Зарзийская культура (Иран, Ирак, Средняя Азия)[202].
- 23,9 (без калибровки 20) — Начало фазы III позднего палеолита Японии. Микролезвия[203].
  - 23,9—11,4 (без калибровки 20—10) — Стоянки Сиратаки на Хоккайдо[204].
- 23,9 (без калибровки около 20) — Пещерная живопись из Квинкан (англ. Quinkan) (мыс Йорк, северный Квинсленд)[205].
- 23,4—22,2 (без калибровки 19,5—18,5) — Культура хальфа в Нубии[206].
- 23 — «Событие Хейнриха II»[207].
- 23—19 (календарных лет назад) — «Последний ледниковый максимум»[208].
  - Уровень моря был на 130—120 м ниже современного[209].
  - 23,9—19,3 (некалиброванных 20—16) — Максимальная засуха в Африке. На месте джунглей Конго простиралась саванна[210].
- 23 — Находки в Охало: рыболовы Галилейского озера[211].
- 22,5 (без калибровки 19) — Находки в пещере Кеннифф (Карнарвон-Рейндж, Квинсленд, Австралия)[212].
- 22,5—20,2 (без калибровки 19—17) — Бадегульская культура (Западная Европа). Фация мадлена[213].
- 22,5—11,4 (без калибровки 19—10) — Эпиграветтская культура (Италия и Восточная Европа)[214].
- 22,5—19,6 (без калибровки 19—16,5) — Куббанийская культура Верхнего Египта[215].
- 22,5 (без калибровки 19) — возникает Начикуфская (англ. Nachikufan) культура I (Замбия)[216].
- 22,5—10,7 (без калибровки 19—9,5) — Уральская культура. Среди её памятников: стоянка Талицкого, Капова и Игнатьевская пещеры[217].
  - 22,5 (без калибровки 19) — Стоянка Талицкого на р. Чусовой (Урал)[218].
- 22,5—13,8 (без калибровки 19—12) (?) — Верхоленская (малышевская) культура Забайкалья[219].
- 22,4 (без калибровки 18,8) — Живопись фазы II пещеры Коске (фр. Cosquer), Прованс (Франция)[220].
- Не менее 22 — По генетическим данным, разошлись предки африканского и европейского крупного рогатого скота, что, вероятно, свидетельствует о его независимом одомашнивании в этих регионах[221].
- 21,891—22,423 — стоянка Мальта́ в Сибири (калиброванная дата)[222].

## 20—16-е тысячелетия до н. э.
21950—16950 «лет назад», или 18310—13915 радиоуглеродных лет назад.
- 21,5—11,4 (без калибровки 18—10) — Мадленская культура (Западная Европа: Северная Испания, Франция, Бельгия, Швейцария, Южная Германия)[223].
- 21,5—10,2 (без калибровки 18—9) — Поздний этап позднего палеолита Русской равнины[224].
  - (примерно) Аккаржанская культура (Одесская область)[225].
  - (примерно) Шанкобинская культура (Крым)[226].
  - для данного периода также выделяются мураловская (на Дону) и амвросиевская культуры (см. Амвросиевская стоянка)[227].
- 21,5—12,5 (без калибровки 18—10,5) (?) — Студеновская культура Забайкалья[228].
- 21,5—13,8 (без калибровки 18—12) — Стоянка в пещере Нельсон-Бей (полуостров Робберг, ЮАР), роббергская индустрия[229].
- 21,5 (без калибровки 18) — Останки людей из Минатогавы[англ.] (Япония)[230].
- 21,5 (без калибровки 18) — Фрагменты черепов из Миккаби и Хамакиты (Хонсю)[231].
- 21,0/20,6—20,2 (без калибровки 17,5—17) — Культура идфу в Верхнем Египте[232].
- Около 32,0—20,2 (без калибровки около 28—17) — Находки в Тингкайю (Сабах, Малайзия)[233].
- Около 20,2 (без калибровки около 17) — Живопись в пещере Ласко (Франция, ранний мадлен)[234].
- 20,2—15,5 (без калибровки 17—13) — Рисунки в пещере Фон-де-Гом (Франция, мадлен).
- 20,2—13,8 (без калибровки 17—12) — Живопись Альтамиры (Испания)[235].
- 20,2 (без калибровки 17) — Прекращаются следы атерской индустрии в северной Африке[236].
- 20,2 (без калибровки 17) — Стоянки в Ком Омбо (долина Нила)[237].
- 20,2—11,4 (без калибровки 17—10) — Дюктайская культура[238].
- 20,2—12,5 (без калибровки 17—10,5) — Позднемолодовская культура (Поднестровье)[239].
- 20,2 (без калибровки 17) — Стоянка Егошиха (город Пермь)[240].
- Около 30—20 — Фрагменты костей человека из долины реки Чай Ляо (Тайвань)[241].
- 19,6 (без калибровки 16,5) — Изображения на стоянке Ля-Марш (фр. La Marche, Франция)[242].
- Около 23,9—19,3 (без калибровки около 20—16) — Останки собак из Брянской области[243].
- 19,3—18,5/18,1 (без калибровки 16—15) — Сильсилийская[пол.] (Ballanan-Silsilian) культура в Нубии и Верхнем Египте[244].
- 19,3—15,5 (без калибровки 16—13) (?) — Стоянки Тушка и Баллана в долине Нила, связывают со сбором растений и использованием зернотёрок[245].
- 19,3 (без калибровки 16) — Находки в Окюзини (англ. Öküzini, Турция)[246].
- 19 — Череп из Кау-Свамп V (Австралия), свидетельствующий о намеренной деформации[247].
- 18,8 (без калибровки 15,6) — Стоянка Юдиново (Брянская область)[248].
- 18,7—13,2 (без калибровки 15,5—11,3) — Афонтовско-кокоревская культура на Енисее (или отдельно афонтовская и кокоревская, Сибирь). Ранние местонахождения Кокорево II, нижний слой Афонтовой горы II[249].
- Около 18,5 (без калибровки около 15,2) — Стоянка Межирич (к югу от Киева)[250].
- 18,5/18,1 (без калибровки 15) — Стоянка Ванлек в долине р. Кайронк (нагорья Новой Гвинеи)[251].
- 18,5/18,1 (без калибровки 15) — Останки WLH 50 у озера Гарнпунг (Вилландра-Лейкс, Австралия)[252].
- 18,5/18,1 (без калибровки 15) — Находки на острове Манус в группе Адмиралтейства[253].
- 18,5/18,1—11,4 (без калибровки 15—10) — Себильская культура в долине Нила (Египет и Судан)[254].
- 18,5/18,1—11,4 (без калибровки 15—10) — Фаза III китайского позднего палеолита (стоянки Сюэгуань, англ. Xueguan, Шаньдиндун, Сяонаньхай, Линцзин, англ. Lingjing)[255].
- 18,5/18,1-6,85 (без калибровки 15-6 тыс.) — Сибердиковская культура в бассейне Колымы[256].
- 18,5/18,1—12,9 (без калибровки 15—11) — Керамические фигурки из Афалу (Алжир)[257].
- 18 (?) — Гипотезы о наличии керамики в Мяоянь (англ. Miaoyan, Гуанси-Чжуанский АР Китая)[258].
- 18—14,6 — Оледенение Древнейший дриас[259].
- Между 18—14 — подъём уровня моря[260].
- Начиная примерно с 18 (без калибровки: начиная с 15) — Заключительная стадия позднего палеолита Сибири[261]
  - (примерно) — Бедаревская культура в Кузнецкой котловине[262].
  - (примерно) — Бадайская культура в Приангарье[263].
  - (примерно) — Тангинская культура в Забайкалье[264].
  - (примерно) — Санномысская культура в Забайкалье[265].
  - (примерно) — Куналейская культура в Забайкалье[266].
  - (примерно) — Устиновская культура в Приморье[267].
- 17,8 (без калибровки 14,6) — Культурный слой Каповой пещеры (Урал)[268].
- 17,6—13,8 (без калибровки 14,5—12) — Культура кадан[англ.] в Нубии[269].
- 17,5 (без калибровки 14,3) — VII слой стоянок Ушки (Дальний Восток). Выделяют ушковскую культуру[270].
- 17,25—16,7 — «Событие Хейнриха I». Завершение периода ледникового максимума[271].
- 17,2 (без калибровки 14,2) — Стоянка Англес-сюр-л‘Англэн (Вьенн, Франция), изображения, фаза мадлен III[272].
- 17,0 (без калибровки 14) — Исчезает даббийская культура Ливии[273].
- 17,0 (без калибровки 14) — Появление иберо-мавританской культуры (Ливия)[274].
  - 17,0—11,4 (без калибровки 14—10) — Оранская культура (название Иберо-маврусийской в Восточной Сахаре)[275].
- 17,0—15,5 (без калибровки 14—13) — Индустрия китеко в Кении[276].
- Около 17 (без калибровки около 14) — Магосийская индустрия (Магоси в Уганде, Апис-Рок, или Насера, в Танзании)[277].
- 17 (без калибровки 14) — Культурный слой Игнатиевской пещеры (Южный Урал)[278].
- 17—15,1 (без калибровки 14—12,75) — Мушабийская культура (Негев и Синай)[279].
- 17,0 (без калибровки 14) — Изображения бизона в Ле-Тук-д’Одобер (фр. Tuc d’Audobert, рядом с пещерой Труа-Фрер)[280].
- 17,0—16,7 (без калибровки 14—13,5) — Рисунки в пещере Трёх Братьев (Пиренеи, Франция)[281].
- 17,0 (без калибровки 14) — Останки в англ. Wybalenna на острове Кинг (сейчас в проливе между Австралией и Тасманией)[282].
- Между 17,0—9,8 (без калибровки между 14—8,8) — Пещера духов (англ. Spirit Cave, Таиланд)[283].

## Гипотетические ранние стоянки Америки
Так как упоминаний о ранних находках в Америке значительное число, но все они считаются сомнительными, они выделены в отдельный подраздел.
Наиболее ранние гипотезы:
- Около 50 тыс. — Находки в Топпере (Южная Каролина)[284].
- 39 тыс. — Пендехо (Нью-Мексико)[285].
- 38 тыс. — Луисвилл (Техас)[286].
- 32 тыс. — Педра-Фурада (Бразилия)[287].
- Более 30 тыс. — Американ Фоллз (Айдахо)[288]. Находки по БРЭ: Пендехо и Сандиа в Нью-Мексико, Луисвилл в Кентукки, Отовало в Эквадоре[289].
- Около 30 тыс. — Санта-Роса (Калифорния)[290].
- 30—25 тыс. — Заселение Северной Америки[291].
- 30 тыс. — Сандиа (Нью-Мексико)[292].
- 30—14 тыс. — Археолит Мексики[293].
- 28 тыс. — Тьюль-Спрингс (Невада)[294].
- 28 тыс. — Череп из Отовало (Эквадор)[295].
- 27 тыс. — Обработанные кости в Оулд Кроу Флэтс (Аляска)[296].
- 26—18 тыс. — Гипотетически выделяется стадия сандиа[297].

«Длинная хронология»:
- 20—18 тыс. — Традиция бритиш маунтин (Аляска и северо-запад Канады)[298].
- 19—16 тыс. — Находки в Мидоукрофт (Пенсильвания)[299].
- 20,2—15,5 (без калибровки 17—13 тыс.) — Стадия кловис, согласно её ранним датировкам[300].
- 17—11 тыс. — Заселение Южной Америки[301].
- С 20,1 (без калибровки с 16,9 тыс.) — Находки в Кактус-Хилл (Виргиния, восток США)[302].
- 15 тыс. — Ряд памятников «стадии до наконечников» в Америке[303].
- 15—14 тыс. — Пещера Уилсон-Бьют (Айдахо)[304].
- Около 15—10 тыс. — «Леди из Миннесоты»[305].
- 17,5—15,1 (без калибровки 14,3—12,75 тыс.) — Пещеры Пэйсли (Орегон).
- 17,2 тыс. (без калибровки 14,15 тыс.) — Находки в пещере Пикимачай, бассейн Аякучо, Перу)[306].

## 15-е тысячелетие до н. э.
16950—15950 «лет назад»; соответствует 13915—13140 радиоуглеродных лет назад
- 16,9 — Начало периода дзёмон (Япония), этап протодзёмон[307].
  - 16,9 тыс. (без калибровки 13,8 тыс.) — Древнейшая керамика в Японии и, возможно, в мире: из Одай Ямамото I в Аомори (север Хонсю)[308].
- 16,8 (без калибровки 13,7 тыс.) — Находки в пещере Чоммаль (Корея)[309].
- 16,7 (без калибровки 13,5 тыс.) — Первые находки «производства аморфных отщепов» на Тиморе[310].
- 16,7—14,8/14,7 (без калибровки 13,5—12,5 тыс.) — Живопись в пещере Нио (Niaux, Пиренеи, Франция)[311].
- 16,7—14,15 (13,5—12,3 тыс.) — Культура афи (англ. Afian) в Верхнем Египте[312].

Данные об Америке:
- 17—15,5 — Заселение Америки в рамках концепции «короткой хронологии»[313].
- 16,9—15,5 (без калибровки 13,9—13) (?) — Культура хобо (исп. El Jobo, Венесуэла)[314].

## 14-е тысячелетие до н. э.
15950—14950 «лет назад»; соответствует датировке 13140—12575 радиоуглеродных лет назад
- 15,5—13,1 — Гамбургская культура (Нидерланды и Северная Германия)[315].
- 15,5—5,3 (без калибровки 13—4,5) — Читольская культура (англ. Tshitolian) (Экваториальная Африка)[316].
- 15,5 (без калибровки 13) — Возникновение хоабиньской культуры[317].
- 15,5 (без калибровки около 13) — Рисунки в пещере Руффиньяк (мадлен, Франция).
- 15,5 (без калибровки около 13) — Череп из Кейлор (англ. Keilor, Австралия)[318].
- 15,1 (без калибровки 12,7) — Находка охотничьего сигнального рога в пещере Ля-Ваш[фр.] (юг Франции)[319].
- 15,1 (без калибровки 12,7) — Гончарные изделия в пещере Фукуи на Кюсю[320].
- 15100—13350 лет (некалиброванных 12,7—11,5 тыс.) — Культура исна[пол.] (англ. Isnan) в Верхнем Египте[321].
- 15 (некалиброванных 12,6) — Стоянка в долине Флорентин (центральная Тасмания)[322].

Данные об Америке:
- 16 — Освобождение части Аляски ото льда[323].
- 15,5 (без калибровки 13) — Находки останков в Арлингтон-Спрингс[англ.] (Калифорния).
- 15,065 (без калибровки 12,675) — Останки женщины из Буль[англ.] (Айдахо).
- 15 (с 12,6) — Возникает традиция тольдо (из Лос-Тольдос[фр.], Патагония)[324].

## 13-е тысячелетие до н. э.
14950—13950 «лет назад»; соответствует датировке 12575—12100 радиоуглеродных лет назад.
На этот период приходится одно из особенно резких расхождений между калиброванной и некалиброванной датировкой — промежутку в 135 лет между 12535—12400 радиоуглеродных лет соответствует реальный промежуток в 660 лет — между 14900—14240 «лет назад».
- Середина XIII тыс. до н. э. (некалиброванных 12,5 тыс.) — Резкое повышение уровня Нила, уменьшение числа поселений[325].
- Середина XIII тыс. до н. э. (некалиброванных 12,5 тыс.) — Могильник Джебель-Сахаба в Нижней Нубии, 59 захоронений[326].
- 14,6—14,1 — Бёллингское потепление[327].
- 14,5 — Начало таяния Фенноскандинавского ледника и образования Балтийского озера[328].
- 14,5—12 — Натуфийская культура (Ближний Восток)[329].
- Около 14,1 — подпериод I Древнего дриаса, или дриаса II (относительно небольшое похолодание)[330].
- 14,0 или ранее (без калибровки около 12,2 или ранее) — Рашковская культура (Молдова)[331]. Также предположительно выделялись йоржницко-курешницкая, костешско-атакская (обе в Молдове, позже рашковской)[332].

Находки в Америке:
- 14,5 — Вероятное открытие «коридора» в Берингии из-за начала таяния льдов[333].
- 14,5 — Монте-Верде (Чили)[334].
- С 14,2 (без калибровки: с 12,4) — Культура Эль-Абра (Колумбия)[335].
- 14,0 (без калибровки 12,2) — Арройо-Секо (восток Аргентины)[336].

13 950 «лет назад» (12 000 лет до н. э.) (12,1 тыс. радиоуглеродных лет назад) — предел времени, освещаемого в данной статье.